# Весело чишћење
Весело чишћење (енгл. Sunshine Cleaning) амерички је филм редитељке Кристине Џефс у коме главне улоге тумаче Ејми Адамс и Емили Блант.
Радња прати самохрану мајку Роуз, која заједно са сестром Нором оснива фирму која се бави уклањањем крвавих трагова се места злочина, како би сакупила новац потребан да сина пошаље у приватну школу. 
Филм је премијерно приказан на Филмском фестивалу Санденс 18. јануара 2008, а у биоскопима је почео да се приказује 13. марта 2009. Остварио је добру зараду и наишао на претежно позитивне реакције критичара, који су упркос "већ виђеном заплету" похвалили изведбе главних глумица.